# Giuseppe Marastoni
Giuseppe Marastoni ou József Marastoni, né le 1er avril 1834 à Venise et mort le 10 décembre 1895 à Vienne, est un peintre, graveur et un lithographe autrichien.

## Biographie
Giuseppe est né 1er avril 1834 à Venise, il est le fils du peintre et graveur Giacomo (Jacopo) Marastoni. Il a appris la peinture auprès de son père et a étudié dans les années 1850-1853 à l'Académie des beaux-arts de Venise. Puis il a travaillé dans l'atelier de son père à Székesfehérvár. À partir de 1868, il est basé à Vienne, où il est membre de la cité d'artistes de Vienne. Ses lithographies sont du genre de celles de Josef Kriehuber. Il est essentiellement portraitiste.